# Journal du directeur d'école
Pour plus de détails, voir Fiche technique et Distribution.
Journal du directeur d'école (Dnevnik direktora chkoly, Дневник директора школы) est un film soviétique réalisé par Boris Froumine, sorti en 1975,. Le scénario est adapté d'après la pièce d'Anatoli Grebnev.

## Synopsis
Le film raconte le quotidien du directeur d'une école secondaire de Leningrad, Boris Svechnikov, vétéran de Grande guerre patriotique.
Le directeur comprend qu'il faut changer les principes pédagogiques, reconnaître le droit des jeunes à leur propre opinion. Il entre en conflit avec la directrice adjointe, Valentina Fedorovna, qui lui reproche son libéralisme et sa connivence.
Dans le même temps, dans la propre famille de Svechnikov, ses principes pédagogiques se heurtent u maximalisme juvénile de son propre fils.

## Fiche technique
- Titre : Journal du directeur d'école
- Réalisation : Boris Froumine
- Scénario : Anatoli Grebnev
- Photographie : Alekseï Gambarian
- Musique : Viktor Lebedev
- Décors : Youri Pugatch
- Montage : Tamara Denisova
- Son :Bettie Lifschitz
- Production : Lenfilm
- Format : noir et blanc - mono
- Durée : 90 minutes
- Pays : URSS
- Sortie : 20 octobre 1975

## Distribution
- Oleg Borissov : Boris Svechnikov, directeur de l'école
- Iya Savvina : Valentina Fedorovna, directeur adjoint
- Alla Pokrovskaïa : Lyda, femme de Svechnikov
- Lioudmila Gourtchenko : Inna Sergueïevna, enseignante
- Elena Solovei : Tatiana, professeur d'anglais
- Iouri Vizbor : Pavel Smirnov, ancien camarade de classe de Svechnikov
- Victor Pavlov : Pavel Ibragimov, directeur de l'hôtel
- Natalia Medvedeva : Poplavskaïa, élève